# Kerstin Brückweh
Kerstin Brückweh (* 1972 in Hannover) ist eine deutsche Historikerin.

## Leben
Brückweh studierte von 1995 bis 1999 Geschichtswissenschaft, Sozialgeschichte, Pädagogik, Literaturwissenschaft und Linguistik an der Universität Bielefeld, wo sie 2006 mit einer Arbeit über Serienmorde promoviert wurde. 2015 erfolgte ihre Habilitation.
Sie war Fellow am Max-Weber-Kolleg für kultur- und sozialwissenschaftliche Studien der Universität Erfurt und wirkte als Privatdozentin an der Universität Tübingen. Von 2021 bis 2023 war sie Professorin für Wirtschafts- und Sozialgeschichte an der Berliner Hochschule für Technik. Seit 2023 ist sie Leiterin des Forschungsschwerpunktes „Zeitgeschichte und Archiv“ am Leibniz-Institut für Raumbezogene Sozialforschung (IRS) und zugleich Professorin für Historische Stadt- und Raumforschung an der Europa-Universität Viadrina.

## Schriften (Auswahl)
- Mordlust. Serienmorde, Gewalt und Emotionen im 20. Jahrhundert. Dissertation. Universität Bielefeld 2006. Campus, Frankfurt am Main 2006, ISBN 3-593-38202-4.
- Menschen zählen. Wissensproduktion durch britische Volkszählungen und Umfragen vom 19. Jahrhundert bis ins digitale Zeitalter. Habilitationsschrift. De Gruyter, Berlin 2015, ISBN 978-3-11-040778-5 (Rezension).
- als Hrsg./Autorin mit Clemens Villinger: Die lange Geschichte der „Wende“. Geschichtswissenschaft im Dialog. Christop Links Verlag, Berlin 2020, ISBN 978-3-96289-103-9.
- als Hrsg.: Die Wiederbelebung eines „Nicht-Ereignisses“? Das Grundgesetz und die Verfassungsdebatten von 1989 bis 1994. Eine Veröffentlichung aus dem Arbeitskreis für Rechtswissenschaft und Zeitgeschichte an der Akademie der Wissenschaften und der Literatur, Mainz. Mohr Siebeck, Tübingen 2024, ISBN 978-3-16-163513-7.